# Dinocryptus hemipterus
Dinocryptus hemipterus là một loài tò vò trong họ Ichneumonidae.